# Johann Carl Loth

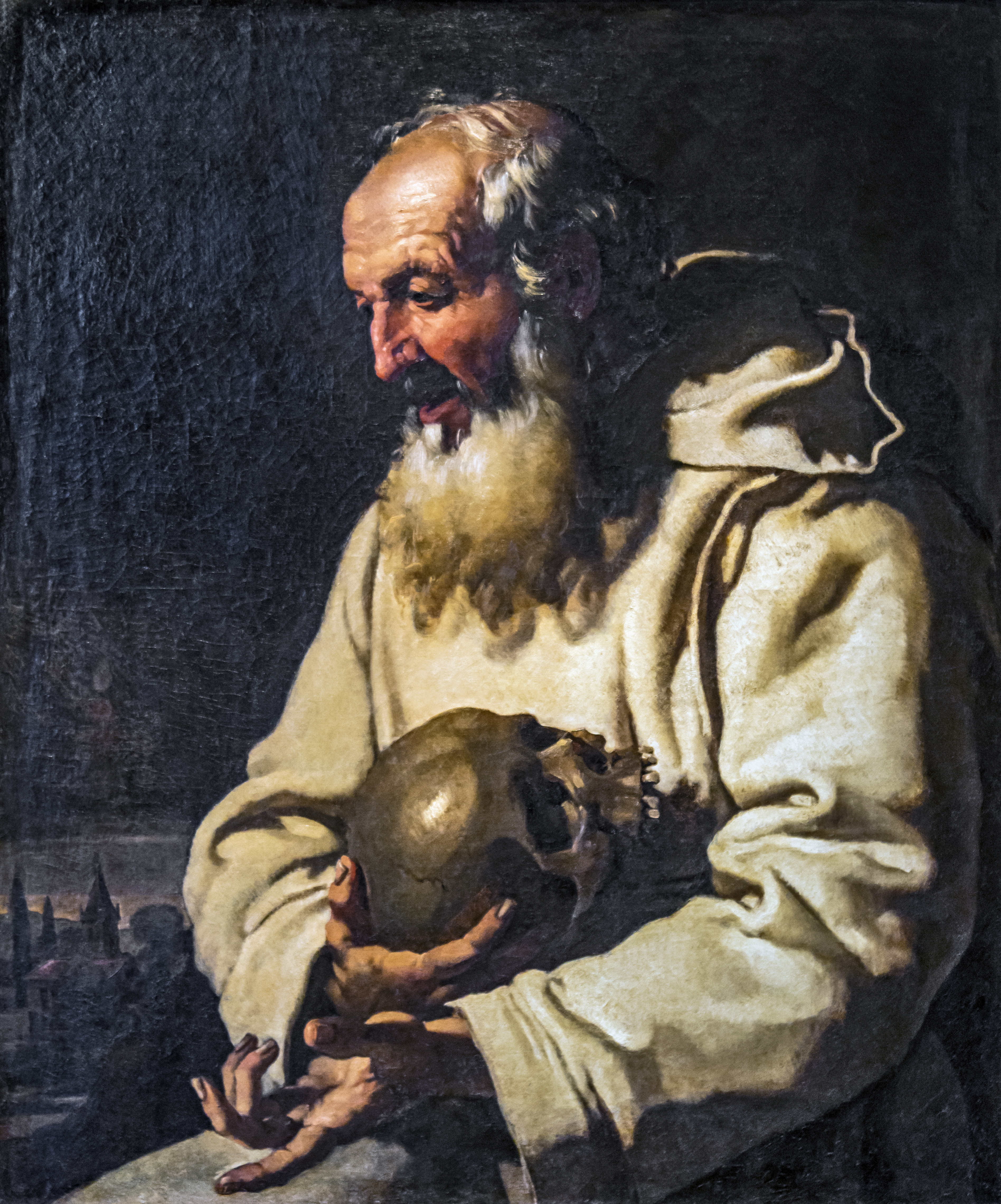
San Romualdo, óleo sobre lienzo. Galería de la Academia de Venecia.

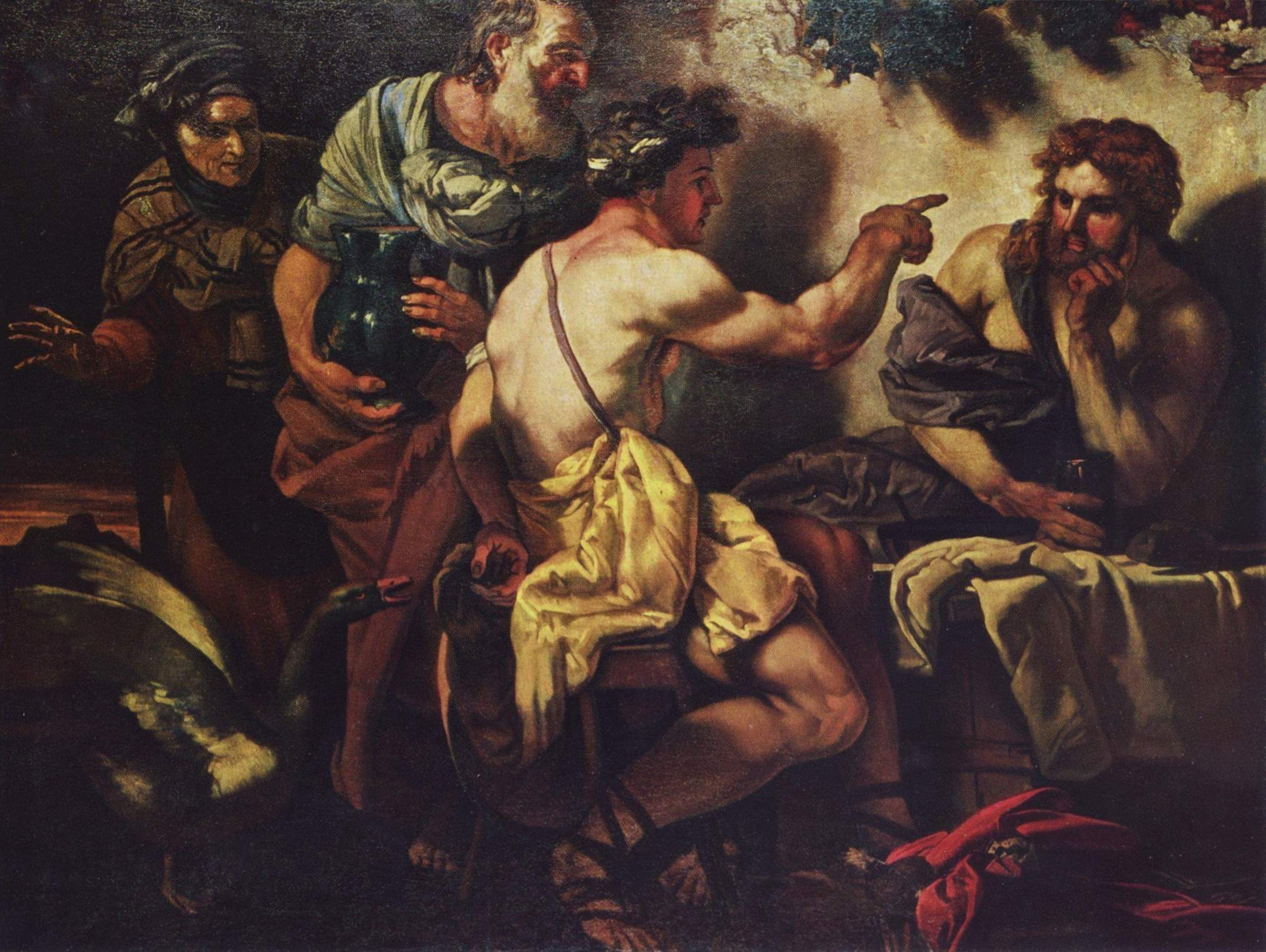
Júpiter y Mercurio en casa de Filemón y Baucis, óleo sobe lienzo, 178 x 232,5 cm. Viena, Kunsthistorisches Museum.

Johann Carl Loth, también llamado Carlotto (Múnich, 8 de agosto de 1632-Venecia, 6 de octubre de 1698), fue un pintor alemán de la época barroca, activo principalmente en Venecia. Otros nombres con los que se le conoce, además del ya mencionado Carlotto, son Johann Karl y Carlo Lotti. 
Nacido en Múnich en 1632, fue hijo y discípulo de Johann Ulrich Loth (1590- 1662). De 1653 a 1655 trabajó en Roma en el taller de Willem Drost, primero, y más adelante en el de Johannes van der Meer. Posteriormente se instaló en Venecia, donde colaboró con Pietro Liberi y residió hasta su muerte, con solo pequeñas estancias en Padua, en 1677-1678, y en Viena. 
Estando en Venecia, se habla de él como un «gran miniatore» en 1663. Recibió encargos de Venecia y de la Terraferma. Entró en contacto con pintores tenebristas venecianos, lo que se refleja en obras como la Muerte de San Andrea Avellino (Múnich, iglesia de los Teatinos, 1677).
Pintó escenas religiosas y mitológicas. Son lienzos con figuras de gran tamaño. En la iglesia de San Silvestro de Venecia pintó San José y el niño Jesús, Dios Padre en la Gloria y la Virgen (1681). Fue muy conocido en vida, llegando a recibir el encargo de pintar al emperador Leopoldo en Viena en 1692, por lo que recibió el título de pintor de corte.
Su hermano, Franz Loth, también fue pintor, en Venecia y Alemania. Tuvo numerosos alumnos, entre ellos Cornelis de Bruyn, Johann Michael Rottmayr, Paul Strudel, Santo Prunati, Daniel Seiter, y Giovanni Battista Langetti. A través de sus discípulos Rottmayr, Strudel y Saiter, su estilo se difundió por el sur de Alemania.